# Ольга (гора, Алтай)
Ольга — гора на Алтае, в Южно-Чуйском хребте. В массиве две вершины: Ольга Восточная (3734 м) и Ольга Западная (3723 м).
Северные склоны спускаются на Талдуринский ледник.
Сложность восхождения — не меньше 1Б категории трудности, траверс обеих вершин — не меньше 2А категории трудности, спуск с перевала между вершинами (Межольгинский) на Талдуринский ледник — не меньше 2Б категории трудности.